# St.-Katharinen-Kirche (Oebisfelde)

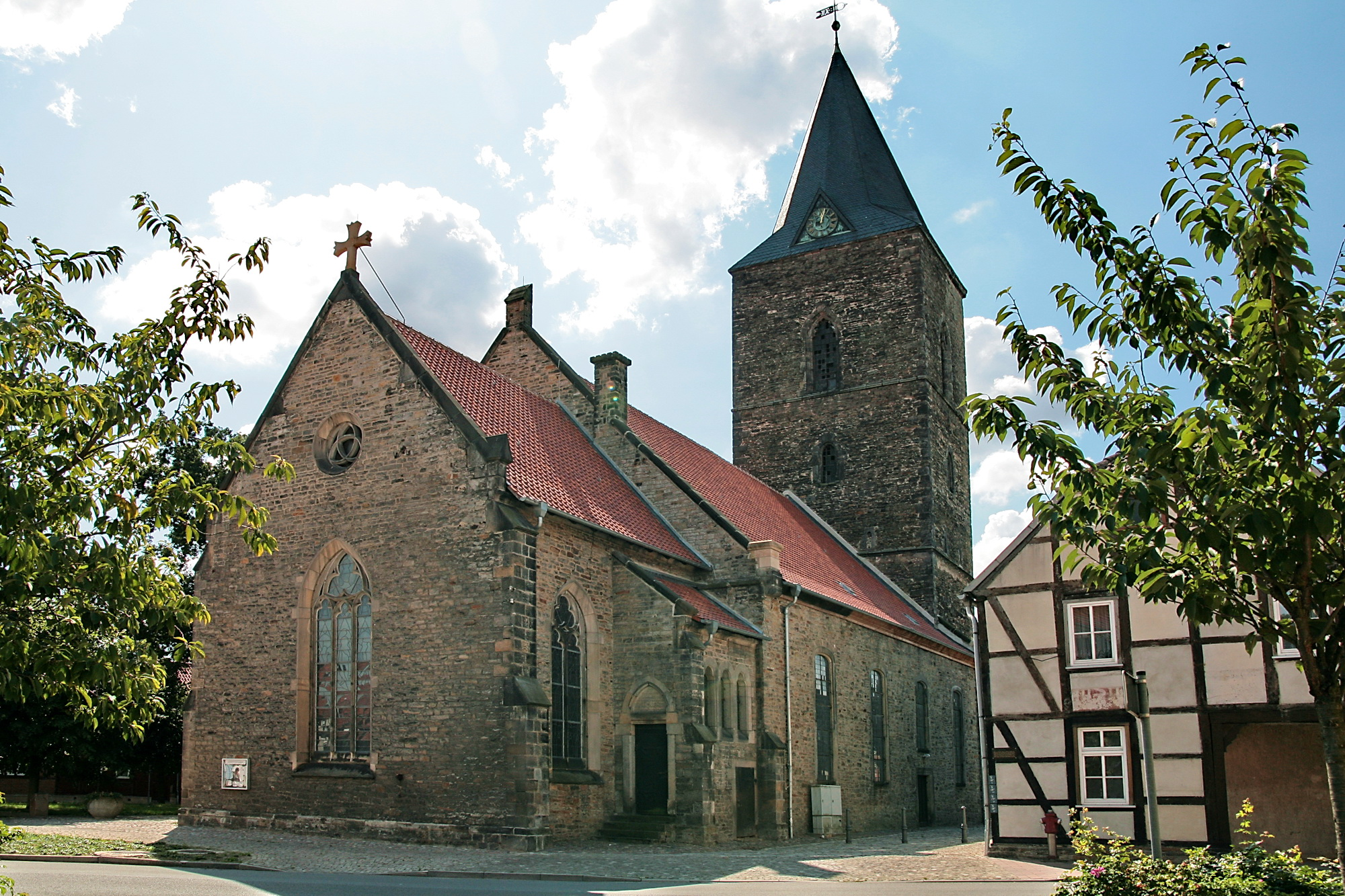
Die St.-Katharinen-Kirche

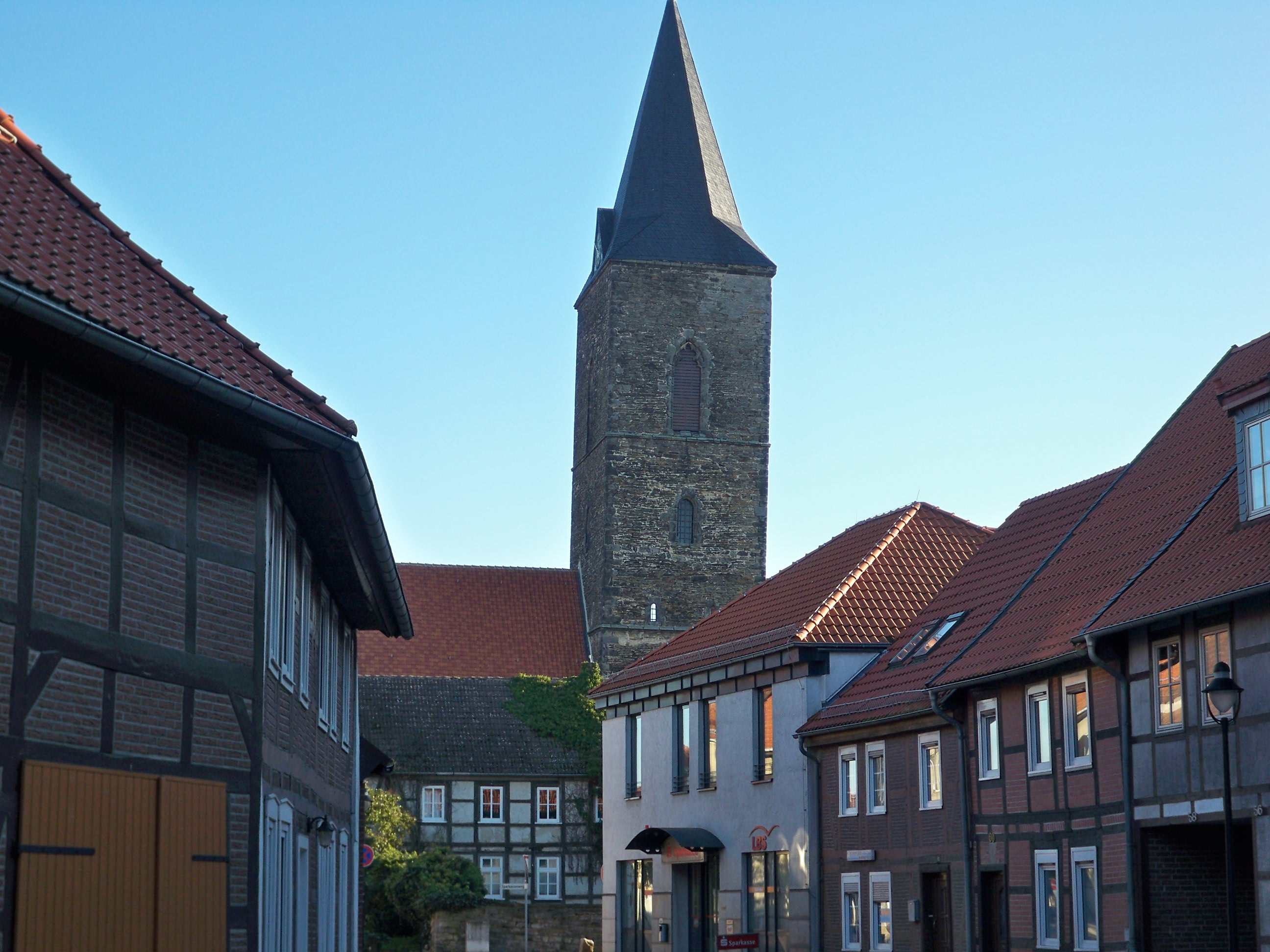
Der schiefe Kirchturm von Norden gesehen

Die St.-Katharinen-Kirche ist eine evangelische Kirche im Ortsteil Oebisfelde der Stadt Oebisfelde-Weferlingen im Nordwesten Sachsen-Anhalts. Sie ist romanischen Ursprungs. Ihre Namenspatronin ist die Heilige Katharina. 

## Geschichte
Die Kirche wurde kurz nach Gründung der Burg Oebisfelde im 13. Jahrhundert errichtet, gestiftet vom Adelsgeschlecht der von Ovesfelde. Eine Erweiterung im Jahr 1314 ist urkundlich bezeugt. Aus demselben Jahr stammte ein Marienaltar. Aus dem Jahr 1381 stammt ein steinerner Priestersitz. 1479 wurde ein Monstranzaltar eingebaut.
1542 wurde in Oebisfelde, das damals zum Bistum Halberstadt gehörte, die Reformation eingeführt und ein lutherischer Geistlicher an der St.-Katharinen-Kirche angestellt.
1901 bis 1902 wurde die Kirche im Zuge stark gestiegener Einwohnerzahlen nach Osten hin erweitert. Der Entwurf dazu stammte von dem renommierten hannoverschen Architekten Conrad Wilhelm Hase, dessen Mitarbeiter Friedrich Jacob die Bauleitung ausübte. Unter anderem wurde die Sakristei angebaut. Außerdem erhielt die Kirche eine spätromantische Orgel der Firma Rühlmann.
2011 wurde der Turm saniert.

## Architektur und Ausstattung

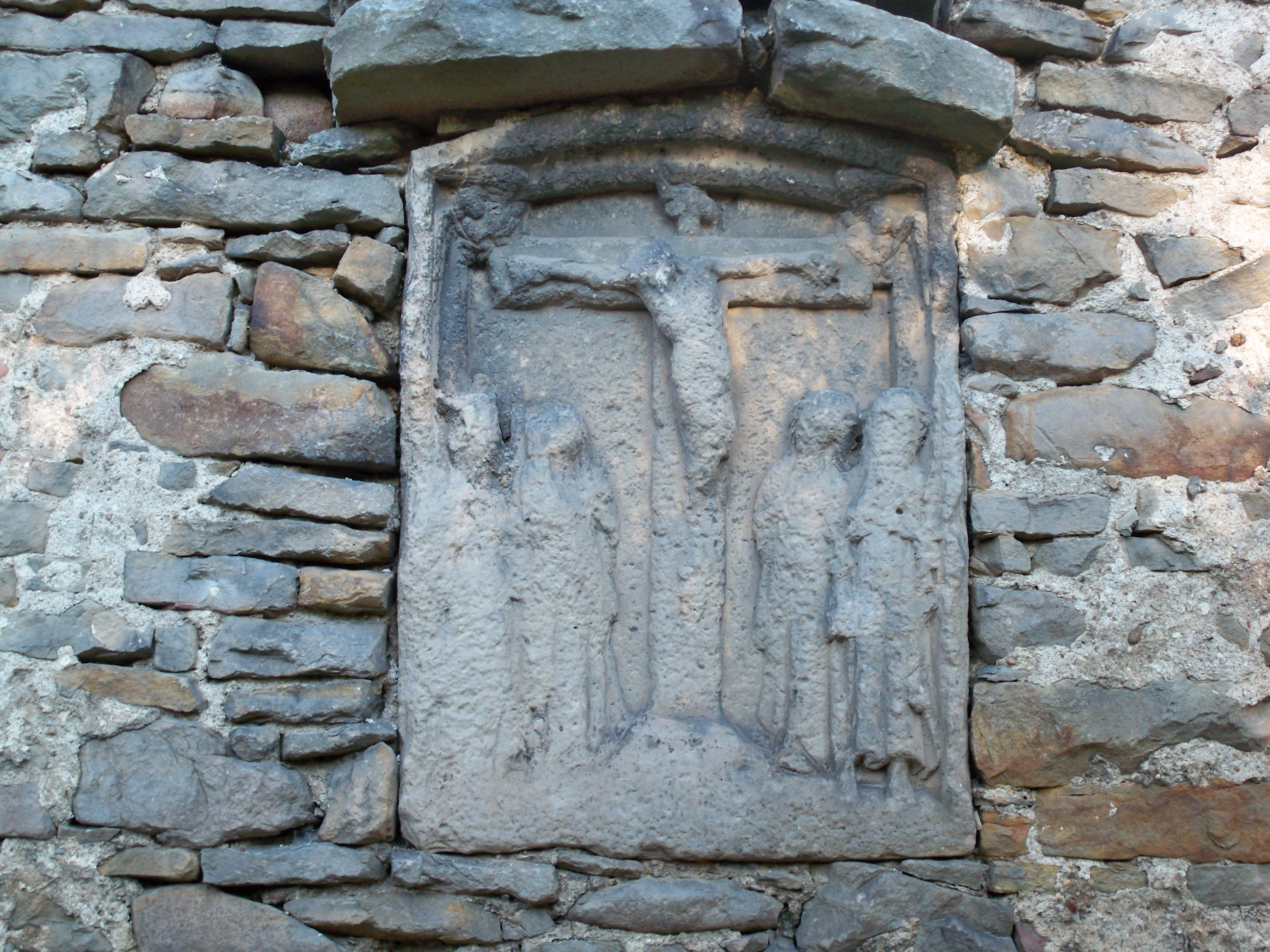
Jesus am Kreuz, Westwand des Turms

Die Kirche wurde aus Bruchsteinen errichtet. Der Turm der Kirche hat aufgrund abgesenkter Grundmauern einen Überhang von 95 Zentimeter nach Westen. Er ist mit Schindeln gedeckt. An der Westwand befindet sich eine Steinplatte mit einer Sandsteinplastik, auf der unter anderem der gekreuzigte Jesus und die trauernde Maria Magdalena abgebildet sind. An der Südwand der Sakristei befinden sich zwei Steinplatten mit Sonnenuhren. 
Im Inneren befindet sich eine um 1500 geschaffene Figurengruppe, die Emerentia (Annas Mutter), Anna, Maria und Jesus darstellt. In dieser Kombination gibt es weltweit nur sieben derartige Figurengruppen. Der Priestersitz und der Monstranzaltar gehören weiterhin zur Ausstattung. Vom Marienaltar ist nur noch der Aufsatz vorhanden.
Auf dem Turm hängen drei Glocken. Die größte Glocke mit einem Durchmesser von 1,39 Metern wurde im Jahre 1463 gegossen und ist Christus, der Gottesmutter sowie den Heiligen Katharina und Nikolaus geweiht. Ihr Schlagton ist d′. Die mittlere Glocke mit 1,15 Metern Durchmesser und dem Schlagton g′ zeigt keinerlei Inschrift und stammt aus spätmittelalterlicher Zeit. Die kleinste Glocke mit einem Durchmesser von 63 Zentimetern ist die älteste. Ihr besonderes Klangbild deutet auf eine langgestreckte Glockenform hin, den sogenannten Zuckerhuttyp, der in der Zeit etwa zwischen 1150 und 1250 Verbreitung fand. Der Schlagton der Glocke liegt etwa bei g″.

## Orgel
Die Orgel wurde 1902 als Opus 242 der Firma Rühlmann erbaut. Sie besitzt 20 Register auf zwei Manualen mit einem Pedal.
| Manual I    |        |  |
| Hohlflöte   | 8′     |  |
| Doppelflöte | 8′     |  |
| Gamba       | 8′     |  |
| Flauto Harm | 4′     |  |
| Principal   | 8′     |  |
| Octave      | 4′     |  |
| Bordun      | 16′    |  |
| Mixtur      | III–IV |  |

| Manual II        |     |  |
| Salicional       | 8′  |  |
| Lieblich Gedackt | 8′  |  |
| Flauto trav      | 8′  |  |
| Geigenprincipal  | 8′  |  |
| Gemshorn         | 4′  |  |
| Liebl. Gedackt   | 16′ |  |
| Vox celeste      | 8′  |  |

| Pedal       |     |  |
| Subbass     | 16′ |  |
| Gedacktbass | 8′  |  |
| Violon      | 16′ |  |
| Octavbass   | 8′  |  |
| Posaune     | 16′ |  |

Nebenregister
- Manualkoppel
- Pedalkoppel z. Man. I
- Pedalkoppel z. Man. II
- Oktavkoppel
- Calcant

Unter den Manualen sind noch vier feste Kombinationen durch Knöpfe schaltbar. Die Traktur ist pneumatisch und die Windlade ist als Kegellade ausgeführt. Bemerkenswert ist die Erhaltung dieser Orgel im Originalzustand. Bei anderen Orgeln wurden im 20. Jahrhundert in Deutschland häufig romantische Dispositionen verändert, um einem barocken Klangideal näherzukommen, was hier nicht erfolgte. Somit kann die Orgel als authentisches Beispiel eines Instrumentes der deutschen Spätromantik gelten. Nach der letzten Instandsetzung im Jahre 1992 ist der heutige Zustand (Ende 2024) stimmungs- und reparaturbedürftig. Einige Register sind gänzlich oder teilweise ausgefallen.

## Nutzung
In der Kirche werden sonntags und an Feiertagen Gottesdienste abgehalten. Gelegentlich finden Konzerte statt. 

## Umgebung
Die Kirche ist außer im Westen umgeben von einem Ensemble historischer Häuser, meist Fachwerkhäusern. Parallel zur Längsachse des Kirchenschiffs liegt im Süden die Straße ‚Kirchplatz‘. Westlich der Kirche liegt die Allerniederung. Die Oebisfelder Burg liegt rund 150 Meter südlich. 
Rund 450 Meter nördlich der St.-Katharinen-Kirche steht die Nicolaikirche, die 1896 erbaut wurde. Sie wurde 1977 profaniert und ist ähnlich groß wie die St.-Katharinen-Kirche. Die Türme der beiden Kirchen und der Burgturm prägen die Silhouette Oebisfeldes.